# Vilém Veverka
Vilém Veverka (* 5. února 1978 Praha) je český profesionální hobojista.

## Život
Vliém Veverka studoval hru na hoboj na pražské konzervatoři a na HAMU v Praze ve třídě prof. Liběny Séquardtové. Poté následovalo studium u Dominika Wollenwebera na Hochschule für Musik Hanns Eisler v Berlíně, na které navázal dvouletým účinkováním v Berlínské filharmonii (Karajan Stiftung). Další zkušenosti získal od předních zahraničních hobojistů (Albrecht Mayer, Hansjörg Schellenberger, Maurice Bourgue či Heinz Holliger).
Je laureátem hobojové soutěže Sony Music Foundation (Tokio – 2003). Je sólistou Filharmonie Brno, zakládajícím členem PhilHarmonia Octet Prague a New Approach Ensemble a jako sólista vystupuje s významnými českými orchestry, např. s Pražskou komorní filharmonií, Filharmonií Brno, FOK, SOČR ad., ze zahraničních orchestrů pak s Tokyo Philharmonic Orchestra, Bayerisches Kammerorchester či Budafok Orchestra Budapest.
Nahrál a v českých premiérách provedl řadu náročných skladeb druhé poloviny 20. století (Bennet, Berio, Britten, Yun, Zimmermann, Rihm, Kopelent).